# هاردین (ایلینوی)
هاردین (به انگلیسی: Hardin) یک روستا در ایالات متحده آمریکا است که در شهرستان کلهون، ایلینوی واقع شده‌است. هاردین ۵٫۹۶ کیلومتر مربع مساحت و ۹۶۷ نفر جمعیت دارد.